# Polisbrutalitet
Polisbrutalitet, Polisvåld, är polisers övervåld i tjänsten mot personer. Vad som är nödvändigt våld och vad som är övervåld bedöms olika av den som har blivit utsatt för våldet och den som har utfört det. En polis kan med rätt eller fel ha uppfattat en situation som hotande och använt ett våld som den som blivit utsatt för det tycker är övervåld. Det händer även att poliser använder ett omotiverat våld i ren frustration eller efter att ha tappat kontrollen över sitt beteende. Anmälan om polisvåld behandlas av åklagare och domstolar.
Polisbrutalitet eller rykten därom är inte ovanligt som tändande gnista vid kravaller, exempelvis i Sverige vid upploppen som började i Husby 2013 efter att polisen skjutit ihjäl en man. Ämnet är kontroversiellt, och har ofta slutat i långdragna debatter.

## Svenska polisens skjutningar
Svenska polisens skjutningar 1990–2023 har lett till 47 dödsoffer, enligt nedan. En polis (i fallet från Vikbolandet i mars 2000) har dömts till fängelse.
Detta kan jämföras med att mellan 2000 och 2014 sköts endast två personer ihjäl av polisen i Norge och tre i Finland. Sedan 2012 har svensk polis rätt att bära skjutklart vapen nära bältet, medan polis i Norge måste förvara vapen i ett särskilt fack i bilen och behöver en särskild order för att använda vapnet. Nära hälften av alla dödade av svensk polis mellan 1990 och 2014 hade en psykisk sjukdom. Enligt människorättsorganisationen Civil Rights Defenders saknar emellertid svensk polis specialkompetens för att hantera människor som lider av psykisk sjukdom.
Åren 2017 till 2022 använde polisen verkanseld mot person eller fordon 19,8 gånger per år.

### 1990-talet
- 30 november 1991 polisen sköt ihjäl en 23-årig skinnskalle i Malmö.
- 1990-1995 sköt polisen ihjäl tre icke namngivna personer (AB).
- Mars 1995, Möja. Polisen sköt ihjäl en 48-årig man.
- Juli 1998, Trollhättan. En man dödades i samband med ett inbrottsförsök.
- Februari 1999, Falun: En man i 50-årsåldern sköts till döds.
- Augusti 1999, Järna: Polisen sköt ihjäl en av två postrånare.
- Oktober 1999, Kyrkhult: En piketstyrka sköt en 46-årig man.

### 2000-talet (decennium)
- Maj 2000, Kalmar: En misstänkt 19-årig biltjuv sköts till döds.
- Mars 2000, Vikbolandet: En 31-årig misstänkt båttjuv sköts i ryggen när han försökte springa ifrån polisen och avled. Polismannen dömdes till fängelse i 1,5 år för grov misshandel, grovt vållande till annans död och tjänstefel.
- Mars 2001, Jönköping: En 27-årig flykting sköts till döds i ett trapphus.
- Maj 2002, Eskilstuna: En 20-årig man sköts sedan han försökt smita från polisen.
- Juli 2003, Bräkne-Hoby: En värdetransportrånare sköts till döds.
- Januari 2004, Katrineholm: En 40-årig man sköts efter att ha hotat med yxa.
- Mars 2005, Lindesberg: En psykiskt labil 22-årig man sköts till döds.
- Juni 2006, Falkenberg: En 45-årig man sköts efter att ha attackerat polis med kniv.
- Januari 2009, Trelleborg: En 57-årig man sköts ihjäl efter att ha attackerat med kniv.

### 2010-talet
- Februari 2011, Eskilstuna: En 26-årig man, som vid samma tillfälle misstänktes för att ha dödat sin mamma, hotade poliserna med kniv och sköts ihjäl.
- 4 januari 2013, Södertälje: En 26-årig man sköts i huvudet av polisen efter att ha rånat en guldsmedsaffär. Han avled på sjukhus den 9 januari.
- Maj 2013, Husby, västra Stockholm. 69-årig man sköts av polis i samband med en husrannsakan. Han avled på sjukhus av sina skador. Händelsen blev den tändande gnistan för upploppen som började i Husby 2013.[6]
- Juli 2013, Varberg. En 24-årig man sköts efter att ha knivdödat en äldre kvinna och skadat två personer i Varberg.
- November 2013, Hagfors. En 45-årig asylsökande man sköts efter ett bråk vid ett flyktingboende i Hagfors.
- Mars 2014, Partille. En spjutbeväpnad man sköts till döds av polisen i Partille.
- April 2014, Uppsala. En knivbeväpnad 34-årig man sköts till döds av polis i Uppsala.
- Juni 2014. Alafors, Ale: Efter larm om skottlossning angreps polis av två män med tillhyggen. Efter flera varningsskott sköts en yxbeväpnad 41-åring och dog.
- Januari 2015. Gällstad, Ulricehamn. En man i 35-årsåldern fortsatte en knivattack på en kvinna trots att polis anlänt. Pepparsprej och batongslag hjälpte inte. Mannen sköts i buken och dog på sjukhus.
- Oktober 2015, Trollhättan: En 21-årig svärdbeväpnad man gick in på en skola och högg ner flera personer med utländsk bakrgrund under skolattacken i Trollhättan. 21-åringen dog när polisen sköt honom i bröstkorgen.
- Maj 2016, Uppsala. En 40-årig man sköts ihjäl av polisen i Uppsala.
- Juni 2016, Stockholm. Polis sköt en man i södra Stockholm. Mannen fördes från platsen med ambulanshelikopter och senare under kvällen stod det klart att han mist livet. Enligt uppgift till Aftonbladet ska skottet ha träffat i huvudet. Polisen uppgav först att mannen skjutit, men ändrade sig senare och medgav att han inte gjort det.
- Juli 2016, Viksjö. Polis sköt man i Viksjö. En polispatrull öppnade eld mot en man i Viksjö strax före klockan 23 på torsdagskvällen. Mannen, som var i 40-årsåldern, avled till följd av de skador han fick.
- 2017 sköt polisen ihjäl en icke namngiven person.[1]
- Mars 2018, Luleå. En man i 30-årsåldern har skjutits av polis i samband med ett ingripande i en brinnande lägenhet i centrala Luleå under kvällen. Mannen fördes till sjukhus men har avlidit av sina skador, skriver polisen på sin hemsida.
- 28 mars 2018, Örebro. Polisen har skjutit en man i ett fordon i Örebro. Man försökte stoppa med flera skott under en biljakt. Mannen avled därefter på sjukhus (SR/P4 Örebro).
- 23 april 2018, Stockholm. En man avled efter att ha blivit skjuten av polis i Stockholm i samband med att polisen ingripit när mannen utövat våld mot en kvinna. När polispatrullen kom till platsen var mannen knivbeväpnad. Polisen sköt då verkanseld och träffade mannen.
- Juli 2018, Norrköping. En psykotisk man, Joakim Andersson, 29, sköts till döds i centrala Norrköping under natten mellan torsdag och fredag (19-20/7) i samband med en läkarundersökning. En polisman uppges ha avlossat skott ”i nödvärn” mot mannen, som inte är känd av polisen sedan tidigare. (Norrköping News).
- 21 juli 2018, Linköping. En misstänkt rånare som sköts av en polis i Linköping under natten har dött. Polisen sköt ”i nödvärn” efter att ha attackerats av mannen. – Vi försöker fortfarande att identifiera mannen, säger Lars Byström, polisens presstalesman. Ingripandet inleddes strax efter klockan 03 när en polispatrull började jaga efter några misstänkta rånare (AB). Med dödsskjutning har polisen dödat 32 personer sedan 1995.
- 2 augusti 2018, Stockholm. Tredje polisiära dödsskjutningen i rad på kort tid. Den 20-årige mannen, Eric Torell, som 3 poliser sköt mot, med 25 skott, var autistisk och med Downs syndrom. Han bar på en leksakspistol. Skotten avlossades vid Norrbackagatan i Vasastan i Stockholms innerstad under torsdagsmorgonen efter att, som polisens säger, ”en person betett sig hotfullt”. Personen som sköts avled därefter på sjukhus. Åklagarmyndigheten meddelade under förmiddagen att de inleder förundersökning utan någon misstänkt (svt). Vid den senare rättegången friades samtliga poliser.[7]

### 2020-talet
- 14 mars 2020, Uppsala. En man som misstänktes för ett försök till bilrån sköts av polis under en insats i Uppsala på lördagskvällen, skriver UNT. Mannen dog av sina skador, skriver polisen på sin hemsida.
- 14 april 2020. Polisen sköt ihjäl en man i samband med ett ingripande vid ett köpcentrum i Uppsala – en polis fördes till sjukhus med lindriga skador (AB).
- 13 juni 2020. En man i 40-årsåldern har skjutits till döds av polis i Nynäshamn under en insats natten till lördag. Tredje dödsskjutningen detta år.
- 19 december 2020. En 25-årig man skjuten i Sala av polis, dog på sjukhus.[8]
- 23 december 2020, Eksjö. En man skjuten av polis och senare avliden efter inbrottsförsök. Femte fallet samma år och andra fallet samma månad.
- 20 januari 2021 ingrep två poliser i Härnösand och sköt en man som senare avled.
- 28 februari 2021. Civilklädda poliser sköt en 60-årig man till döds med flera skott i Vällingby på lördagskvällen. Enligt Aftonbladets uppgifter gjorde polisen HLR, hjärt- och lungräddning, på plats bakom busskuren i Grimsta innan han fördes vidare i ambulans till sjukhus där han avled på söndagsmorgonen (AB).[9]
- Mars 2022, Öckerö. En 33-årig tvåbarnsfar med yxa i handen sköts till döds av polisens insatsstyrka i hans egen trädgård. Enligt polisen rusade han emot dem med yxan, varför nödvärnssituation rådde enligt åklagaren, något som motsägs av ett vittne samt av en kriminaltekniker som granskat en helikopterfilmning. Efter händelsen gick polisen ut med felaktig information om att mannen skulle ha vårdats enligt lagen om psykiatrisk tvångsvård (LPT), men ingen uppgift om psykisk ohälsa fanns i mannens journal.[10][11][12][13]
- 2022 sköt polisen ihjäl en icke namngiven person.[1]

## Andra dödsfall vid svenska polisingripanden
Åren 2012 till 2021 dog minst 85 personer i samband med svenska polisens ingripanden, inklusive skjutningar, tumult vid gripandet och avlidna i fylleceller. Här är några uppmärksammade fall:
- 30 maj 1995. Osmo Vallo avled i Karlstad 1995 efter våldsamt polisingripande. Polisen dömdes till dagsböter.
- Slutet av 2014: 28-årige Sinthu Selvarajah hade fått en psykos och dog i samband med ett polisingripande på en psykiatrisk avdelning i Västerås, efter att ha hållits ned mot golvet. Till följd av brister i förundersökningen mot poliserna har den återupptagits och lagts ned flera gånger, och de anhöriga fick därför ett mindre skadestånd åtta år senare.[15][16]
- Hösten 2021: 32-årige Anton dog i samband med ett polisingripande på ett vandrarhem i Nybro[14]
- 3 juni 2023. En man i Solna avled genom kvävning under polisingripande och efter att en polisman fått ett jack i pannan.[17][18]

## Polisbrutalitet i andra länder
- Steve Biko, död 1977 in Sydafrika
- Rodney King, död 1991 i USA
- Carlo Giuliani, död 2001 i Genua, Italien under protester mot G8-mötet
- George Floyd, död 2020 i USA